# Senise
Senise é uma comuna italiana da região da Basilicata, província de Potenza, com cerca de 7.006 habitantes. Estende-se por uma área de 96 km², tendo uma densidade populacional de 73 hab/km². Faz fronteira com Chiaromonte, Colobraro (MT), Noepoli, Roccanova, San Giorgio Lucano (MT), Sant'Arcangelo.

## Demografia
| Variação demográfica do município entre 1861 e 2011                               |
|                                                                                   |
| Fonte: Istituto Nazionale di Statistica (ISTAT) - Elaboração gráfica da Wikipedia |